# Rinxent
Rinxent é uma comuna francesa na região administrativa de Altos da França, no departamento de Pas-de-Calais. Estende-se por uma área de 8,38 km². Em 2010 a comuna tinha 3 045 habitantes (densidade: 363,4 hab./km²).

## Demografia
| 1962 | 1968  | 1975  | 1982  | 1990  | 1999  | - | - | - |
| --- | ----- | ----- | ----- | ----- | ----- | - | - | - |
| 3 267 | 3 340 | 3 195 | 3 094 | 2 860 | 2 797 | - | - | - |
| Para os censos de 1962 a 2006 a população legal corresponde à popolução sem duplicidades, segundo define o INSEE. |       |       |       |       |       |   |   |   |